# Charlie Cole
Charlie Cole (Bonham, Texas, 28 de febrero de 1955-Bali, 5 de septiembre de 2019) fue un periodista y reportero gráfico estadounidense, conocido por ser uno de los cuatro fotógrafos de la icónica imagen del Hombre del tanque, tomada durante las protestas de la plaza de Tiananmén de 1989.

## Biografía
Nacido en 1955, se graduó en periodismo en la Universidad del Norte de Texas en 1978. Dos años después, en 1980, se mudó a Japón, donde trabajó para revistas y periódicos como Newsweek, Time y The New York Times.
Ganó la World Press Photo de 1989 por la fotografía del Hombre del tanque, tomada durante las protestas de la plaza de Tiananmén de 1989.

## Fallecimiento
Cole murió en Bali el 5 de septiembre de 2019, a los 64 años. Su fallecimiento fue debido a una sepsis provocada por una herida en su pierna.